# Albedo 0.39
Albedo 0.39 is een studioalbum uit 1976 van Vangelis, zijn tweede 'artiestenalbum' onder die naam. Het is een conceptalbum met als thema het heelal (in het bijzonder de Melkweg) en de Aarde als onderdeel daarvan. In tegenstelling tot haar voorganger Heaven and Hell is het album verdeeld over een aantal tracks, die elk verschillen in dynamiek en sfeer. Het album werd (net als Heaven and Hell) opgenomen in Nemo Studios van Vangelis zelf en hij is de enige muzikant op dit album. Klonk Heaven and Hell veelal klassiek, hier is de sfeer meer rock en jazz, soms zelfs free jazz, alsook ambient. "Albedo 0.39" is het albedo van de planeet Aarde.
Pulstar – de titel is vermoedelijk een samentrekking van "pulsar" en "star" ("ster") – werd enige tijd populair als begintune van allerlei programma's op radio en televisie. Het nummer bevat aan het eind een dame van Post Office Telecommunications (vroeger in Nederland 002) die de tijd voorleest.

## Musici
- Vangelis – toetsinstrumenten, drums, basgitaar en alle andere geluiden
- Keith Spencer-Allen – geluidstechnicus, voordracht in het nummer Albedo 0.39

## Tracklist
| Nr. | Titel                    | Duur |
| --- | ------------------------ | ---- |
| 1.  | Pulstar                  | 5:44 |
| 2.  | Freefall                 | 2:15 |
| 3.  | Mare Tranquillitatis     | 1:46 |
| 4.  | Main Sequence            | 8:09 |
| 5.  | Sword of Orion           | 1:55 |
| 6.  | Alpha                    | 5:44 |
| 7.  | Nucleogenesis (Part One) | 5:55 |
| 8.  | Nucleogenesis (Part Two) | 6:11 |
| 9.  | Albedo 0.39              | 4:20 |